# قانون الحرب: العمل المباشر
قانون الحرب: العمل المباشر (بالإنجليزية: Act of War: Direct Action) هي لعبة فيديو صدرت في 15 مارس 2005، وهي متوفرة على أجهزة مايكروسوفت ويندوز. اللعبة من نشر آتاري.

## روابط خارجية
- قانون الحرب: العمل المباشر على موقع IMDb (الإنجليزية)